# نیکی ابرزولد
نیکی ابرزولد (انگلیسی: Niki Aebersold؛ زادهٔ ۵ ژوئیهٔ ۱۹۷۲) دوچرخه‌سوار اهل سوئیس است.